# Jane Gail
Jane Gail, nata Ethel S. Magee (Salem, 16 agosto 1890 – St. Petersburg, 30 gennaio 1963), è stata un'attrice statunitense, attiva dal 1909 al 1920.

## Filmografia parziale
- Dr. Jekyll and Mr. Hyde, regia di Lucius Henderson (1912)
- Traffic in Souls, regia di George Loane Tucker (1913)
- Dr. Jekyll and Mr. Hyde, regia di Herbert Brenon (1913)
- Ventimila leghe sotto i mari (20,000 Leagues Under the Sea), regia di Stuart Paton (1916)
- Bitter Fruit, regia di Will H. Bradley (1920)